# KBS 해외 걸작 드라마
《한국방송공사 해외걸작드라마》는 한국방송공사에서 편성한 해외 텔레비전 드라마이며, 2012년 4월 이전까지 명칭이 외화시리즈였지만 《리벤지 시즌 1》부터 현재 명칭으로 바뀌었다.

## 방송 시간
- KBS 부분 개편에 따라 변경된 방송 시간은 2020년 7월 1일을 기준으로 한다.
- 본 방송의 경우에는 KBS1에서 방송되나 특별 편성의 경우에는 작품에 따라, 방송 시간대가 유동적으로 다르다.

### 외화 시리즈

#### 토요일 낮
| 방송 채널 | 방송 기간                         | 방송 시간                          |
| --------- | --------------------------------- | ---------------------------------- |
| KBS 2TV   | 2002년 6월 ~ 2003년 6월 14일      | 매주 토요일 낮 12:00 ~ 1:00 (60분) |
| KBS 2TV   | 2003년 6월 21일 ~ 2003년 11월 8일 | 매주 토요일 낮 12:20 ~ 1:10 (50분) |
| KBS 2TV   | 2003년 11월 15일 ~ 2006년 2월 4일 | 매주 토요일 낮 1:10 ~ 2:00 (50분)  |
| KBS 2TV   | 2006년 2월 11일 ~ 2006년 3월 10일 | 매주 토요일 낮 1:00 ~ 1:50 (50분)  |
| KBS 2TV   | 2006년 3월 17일 ~ 2007년 11월 2일 | 매주 토요일 낮 12:50 ~ 1:40 (50분) |
| KBS 2TV   | 2007년 11월 9일 ~ 2008년 3월 29일 | 매주 토요일 낮 1:00 ~ 1:50 (50분)  |

#### 심야
| 방송 채널 | 방송 기간                                                                          | 방송 시간                                                  |
| --------- | ---------------------------------------------------------------------------------- | ---------------------------------------------------------- |
| KBS 2TV   | 2005년 6월 5일 ~ 2006년 1월 15일                                                   | 매주 일요일 밤 11:15 ~ 12:55 (100분, 2편 연속 방송)        |
| KBS 2TV   | 2006년 1월 21일 ~ 2006년 4월 9일                                                   | 매주 일요일 밤 11:25 ~ 1:05 (100분, 2편 연속 방송)         |
| KBS 2TV   | 2006년 4월 16일 ~ 2006년 5월 7일                                                   | 매주 일요일 밤 12:25 ~ 1:15 (50분)                         |
| KBS 2TV   | 2006년 5월 14일 ~ 2006년 8월 6일                                                   | 매주 일요일 밤 11:25 ~ 1:05 (100분, 2편 연속 방송)         |
| KBS 2TV   | 2006년 8월 13일 ~ 2008년 4월 27일                                                  | 매주 일요일 밤 11:35 ~ 1:15 (100분, 2편 연속 방송)         |
| KBS 2TV   | 2008년 5월 4일 ~ 2008년 12월 28일                                                  | 매주 일요일 밤 11:25 ~ 1:05 (100분, 2편 연속 방송)         |
| KBS 2TV   | 2009년 1월 3일 ~ 2009년 4월 25일                                                   | 매주 토요일, 일요일 밤 12:20 ~ 1:10 (50분, 이틀 연속 방송) |
| KBS 2TV   | 2009년 4월 26일 ~ 2009년 10월 18일                                                 | 매주 일요일 밤 11:30 ~ 1:10 (100분, 2편 연속 방송)         |
| KBS 2TV   | 2009년 10월 25일 ~ 2009년 12월 13일                                                | 매주 일요일 밤 12:25 ~ 1:15 (50분)                         |
| KBS 2TV   | 2009년 12월 20일                                                                   | 매주 일요일 밤 12:25 ~ 2:05 (100분, 2편 연속 방송)         |
| KBS 2TV   | 2010년 1월 10일 ~ 2010년 3월 28일 2010년 4월 11일 2010년 5월 2일 ~ 2011년 6월 26일 | 매주 일요일 밤 12:25 ~ 1:15 (50분)                         |
| KBS 2TV   | 2010년 4월 4일 2010년 4월 18일 ~ 2010년 4월 25일                                   | 매주 일요일 밤 11:25 ~ 1:05 (100분, 2편 연속 방송)         |
| KBS 2TV   | 2011년 7월 2일 ~ 2012년 3월 25일                                                   | 매주 일요일 밤 12:40 ~ 1:30 (50분)                         |

### 해외 걸작 드라마
| 방송 채널 | 방송 기간                                           | 방송 시간                                               | 방송 분량 |
| --------- | --------------------------------------------------- | ------------------------------------------------------- | --------- |
| KBS 2TV   | 2012년 4월 7일 ~ 2012년 4월 28일                    | 매주 토요일 밤 11:25 ~ 1:05                             | 100분     |
| KBS 2TV   | 2012년 5월 5일 ~ 11월 3일                           | 매주 토요일 밤 12:35 ~ 1:25                             | 50분      |
| KBS 2TV   | 2012년 11월 10일                                    | 토요일 밤 11:25 ~ 1:05                                  | 100분     |
| KBS 2TV   | 2012년 11월 24일 ~ 2013년 2월 23일                  | 매주 토요일 밤 12:35 ~ 1:25                             | 50분      |
| KBS 2TV   | 2013년 3월 23일 ~ 5월 25일                          | 매주 토요일 밤 12:20 ~ 1:10                             | 50분      |
| KBS 2TV   | 2013년 6월 16일 ~ 9월 22일                          | 매주 일요일 밤 11:55 ~ 12:45                            | 50분      |
| KBS 2TV   | 2013년 12월 3일 ~ 2014년 4월 1일                    | 매주 월요일, 화요일 밤 12:45 ~ 1:35                     | 50분      |
| KBS 2TV   | 2014년 4월 7일 ~ 12월 29일 2022년 7월 1일 ~ 8월 5일 | 매주 월요일 밤 12:45 ~ 1:35 매주 수요일 밤 12:15 ~ 1:05 | 50분      |
| KBS 1TV   | 2015년 1월 9일 ~ 2월 6일                            | 매주 금요일 밤 12:30 ~ 2:10                             | 100분     |
| KBS 1TV   | 2015년 2월 16일 ~ 12월 14일                         | 매주 월요일 밤 12:20 ~ 2:00                             | 100분     |
| KBS 1TV   | 2016년 1월 4일 ~ 1월 18일                           | 매주 월요일 밤 12:20 ~ 1:50                             | 90분      |
| KBS 1TV   | 2016년 1월 25일 ~ 7월 25일                          | 매주 월요일 밤 12:20 ~ 1:10                             | 50분      |
| KBS 1TV   | 2016년 9월 3일 ~ 10월 15일                          | 매주 토요일 밤 11:40 ~ 12:30                            | 50분      |
| KBS 1TV   | 2017년 1월 2일 ~ 5월 22일                           | 매주 월요일 밤 11:40 ~ 12:30                            | 50분      |
| KBS 1TV   | 2017년 6월 2일 ~ 9월 1일                            | 매주 금요일 밤 12:40 ~ 1:30                             | 50분      |
| KBS 1TV   | 2017년 9월 8일 ~ 9월 15일                           | 매주 금요일 밤 12:00 ~ 12:50                            | 50분      |
| KBS 1TV   | 2017년 9월 22일                                     | 금요일 밤 12:10 ~ 1:00                                  | 50분      |
| KBS 1TV   | 2017년 9월 29일 ~ 12월 8일                          | 매주 금요일 밤 12:00 ~ 12:50                            | 50분      |
| KBS 1TV   | 2017년 12월 12일 ~ 2018년 2월 6일                   | 매주 화요일 밤 11:20 ~ 12:10                            | 50분      |
| KBS 1TV   | 2018년 2월 23일 ~ 9월 7일                           | 매주 금요일 밤 12:40 ~ 1:30                             | 50분      |
| KBS 1TV   | 2022년 7월 3일 ~ 8월 21일                           | 매주 일요일 밤 11:20 ~ 12:10                            | 50분      |

### 특별 편성
| 방송 채널 | 방송 기간                          | 방송 시간                      | 방송 분량 |
| --------- | ---------------------------------- | ------------------------------ | --------- |
| KBS 2TV   | 2003년 2월 17일 ~ 2003년 2월 21일  | 평일 오전 11:45 ~ 12:15        | 30분      |
| KBS 2TV   | 2004년 10월 2일 ~ 2004년 11월 13일 | 매주 토요일 밤 11:15 ~ 1:15    | 120분     |
| KBS 2TV   | 2005년 7월 26일 ~ 2005년 7월 29일  | 화요일, 목요일 밤 12:15 ~ 2:15 | 120분     |
| KBS 2TV   | 2005년 7월 26일 ~ 2005년 7월 29일  | 수요일 밤 12:40 ~ 1:40         | 90분      |
| KBS 2TV   | 2005년 7월 26일 ~ 2005년 7월 29일  | 금요일 밤 1:35 ~ 2:35          | 60분      |
| KBS 2TV   | 2012년 2월 3일 ~ 2012년 2월 5일    | 금요일, 토요일 밤 12:15 ~ 1:45 | 90분      |
| KBS 2TV   | 2012년 2월 3일 ~ 2012년 2월 5일    | 일요일 밤 11:25 ~ 12:55        | 90분      |
| KBS 2TV   | 2014년 1월 5일 ~ 2014년 1월 19일   | 매주 일요일 밤 11:55 ~ 1:25    | 90분      |
| KBS 2TV   | 2016년 1월 9일 ~ 2016년 2월 27일   | 매주 토요일 밤 10:35 ~ 11:35   | 60분      |
| KBS 1TV   | 2019년 2월 24일                    | 일요일 밤 11:25 ~ 1:00         | 95분      |

## 작품 리스트

### 외화 시리즈

#### 1970년대
- 《호보》 : 1970년 ~ 1970년
- 《형사 콜롬보》 : 1974년 ~ 1982년
- 《몬테크리스토 백작》 : 1974년
- 《제2차 세계대전》 : 1975년
- 《새로운 대지》 : 1976년
- 《말괄량이 삐삐》 : 1977년
- 《바다의 신비》 : 1977년
- 《사랑의 계단》 : 1977년
- 《셜록 홈즈》 : 1978년
- 《우주대모험 1999》 : 1978년 9월 ~ 1979년 2월
- 《특수기동대》 : 1978년 9월 ~ 1979년 2월
- 《헐크》 : 1978년 ~ 1983년
- 《학창시대》 : 1979년

#### 1980년대
- 《하버드 대학의 공부벌레들》 : 1980년 1월 ~ 1983년 7월 까지
- 《지상에서 영원으로》 : 1980년
- 《스타스키와 허치》 : 1981년
- 《게리슨 유격대》 : 1981년 1월 ~ 1982년 9월 까지
- 《사건 여기자》 : 1981년
- 《해피데이즈》 : 1981년 9월 ~ 1982년 7월 까지
- 《아틀란티스에서 온 사나이》 : 1981년 9월 ~ 1982년 7월  까지
- 《아이언사이드》 : 1981년 9월 ~ 1982년 8월 까지
- 《즐거운 캠핑》 : 1981년 12월 ~ 1982년 2월 까지
- 《기동순찰대》 : 1982년
- 《형사 맥밀란》 : 1982년 9월 ~ 1983년 7월 까지
- 《스턴트맨》 : 1982년
- 《마르코폴로》 : 1982년
- 《용감한 형제》 : 1982년 ~ 1983년/1989년
- 《미녀 삼총사》 : 1982년 7월 ~ 1983년 7월
- 《원더우먼》 : 1982년 7월 ~ 1983년 7월
- 《하와이 파이브 오》 : 1982년 7월 ~ 1983년 7월
- 《보난자》 : 1982년 ~ 1983년
- 《사랑의 유람선》 : 1982년 9월 ~ 1983년 7월 까지
- 《개구장이 천재들》 : 1982년 9월 ~ 1983년 7월 까지
- 《월튼네 사람들》 : 1982년 9월 ~ 1983년 7월 까지
- 《형사 Q》 : 1982년 9월 ~ 1983년 7월 까지
- 《부부탐정》 : 1982년 9월 ~ 1991년
- 《달라스》 : 1982년 9월 ~ 1983년 7월 까지
- 《개구장이 푸무클》 : 1982년 11월 ~ 1983년 7월 까지
- 《스파이 작전》 : 1983년
- 《남북전쟁》 : 1983년
- 《샌디》 : 1983년
- 《타임머신》 : 1983년
- 《전격대작전》 : 1983년
- 《사나이 토마스》 : 1983년
- 《야망의 계절》 : 1983년
- 《내친구 바야바》 : 1983년 11월 ~ 1984년 7월 까지
- 《베르디》 : 1984년
- 《사랑의 방랑자》 : 1984년
- 《전자 인간 오토맨》 : 1984년 1월 ~ 1984년 2월 까지
- 《레밍턴 스틸》 : 1984년 7월 ~ 1985년 2월 까지
- 《리틀 글로리아》 : 1984년
- 《쾌걸 매버릭》 : 1984년
- 《카사블랑카》 : 1984년
- 《해양 특공작전》 : 1984년
- 《달려라 조》 : 1984년 ~ 1988년
- 《뛰어라 벤지》 : 1984년 ~ 1987년
- 《에덴의 동쪽》 : 1984년
- 《게임의 여왕》 : 1984년
- 《도망자》 : 1984년 9월 ~ 1985년 7월 까지
- 《마이애미의 두 형사》 : 1985년 1월 ~ 1988년 12월 까지
- 《립타이드》 : 1985년 1월 ~ 1988년 12월 까지
- 《특수 공작원 아이언맨》 : 1985년 1월 ~ 1986년 7월 까지
- 《제시카의 추리극장》 : 1985년 1월 ~ 1988년 7월 까지
- 《미녀첩보원》 : 1985년 ~ 1986년
- 《야망의 날개》 : 1985년
- 《에버그린》 : 1985년
- 《신나는 개구장이》 : 1985년
- 《챔피언 리틀모》 : 1985년
- 《카이로의 별》 : 1985년
- 《꿈꾸는 섬》 : 1985년
- 《전격Z작전》 : 1985년 ~ 1989년
- 《브이》 : 1985년 ~ 1986년
- 《겨울나무》 : 1985년
- 《사랑의 승리》 : 1985년
- 《AD》 : 1985년
- 《대지의 딸》 : 1986년
- 《추억의 브룩필드》 : 1986년
- 《밤은 돌아오지 않는다》 : 1986년
- 《4차원》 : 1986년
- 《귀여운 펑키》 : 1988년
- 《리버티 위크엔드》 : 1986년
- 《환상특급》 : 1986년
- 《남과 북》 : 1986년 ~ 1987년
- 《수퍼특공대》: 1986년 8월 3일 ~ 1986년 12월 28일
- 《잃어버린 청춘》 : 1987년
- 《스페이스》 : 1987년
- 《A 특공대》 : 1987년 ~ 1988년
- 《슈퍼소녀 비키》 : 1987년 ~ 1988년
- 《포위망》 : 1987년
- 《바르샤바 장벽》 : 1987년
- 《쿠오 바디스》 : 1987년
- 《땅위에서 이루워지리다》 : 1987년
- 《가시나무새》 : 1988년
- 《개구장이 에밀》 : 1988년
- 《할머니는 요술장이》 : 1988년
- 《코스비 가족 만세》 : 1988년 ~ 1992년
- 《6백만불의 사나이》 : 1988년 ~ 1990년
- 《코스비 가족 만세》 : 1988년 ~ 1992년
- 《스타맨》 : 1988년 8월 ~ 1989년 1월
- 《스타 트렉: 더 넥스트 제너레이션》: 1988년 9월 ~ 1989년 2월
- 《금융가의 두 얼굴》 : 1989년
- 《맨하탄의 사나이》 : 1989년
- 《요술장이 판타우》 : 1989년 ~ 1990년
- 《전쟁과 추억》 : 1989년
- 《대지의 딸들》 : 1989년
- 《걸작동화집》 : 1989년
- 《바티칸의 영광》 : 1989년
- 《안네 프랑크의 일기》 : 1989년
- 《돌아온 제5전선》 : 1989년 ~ 1990년
- 《블루문 특급》 : 1989년 ~ 1990년
- 《12인의 특공대》 : 1989년 ~ 1990년
- 《젊음의 계절》 : 1989년 ~ 1990년
- 《사랑의 방송국 TV101》 : 1989년 ~ 1990년
- 《광속인간 샘》 : 1989년 9월 ~ 1990년 7월 까지

#### 1990년대
- 《SOS 해상 구조대》 : 1990년 ~ 1994년
- 《무솔리니의 여인들》 : 1990년
- 《우주인간 제시》 : 1990년
- 《돌아온 제5전선》 : 1990년
- 《소문난 명작극장》 : 1990년
- 《천사들의 합창》 : 1990년 ~ 1993년
- 《슈퍼소년 앤드류》 : 1991년
- 《화가의 딸》 : 1991년
- 《탐정 스펜서》 : 1991년 ~ 1992년
- 《천재소년 두기》 : 1991년 ~ 1992년
- 《미녀와 야수》 : 1991년  ~ 1992년
- 《소머즈》 : 1991년  ~ 1992년
- 《모정의 길》 : 1991년
- 《천사의 미소》 : 1991년
- 《리츠의 음모》 : 1991년
- 《캐빈은 12살?》 : 1991년
- 《캐빈은 13살》 : 1991년 ~ 1992년
- 《니코의 모험》 : 1992년
- 《KBS 가족극장》 : 1992년
- 《미래에서 온 소녀》 : 1992년
- 《요술장이 할머니》 : 1992년 ~ 1993년
- 《다이너스티》 : 1992년 ~ 1993년
- 《사랑의 가족》 : 1992년 ~ 1993년
- 《용감한 래시》 : 1992년 ~ 1993년
- 《독수리 성의 비밀》 : 1992년 ~ 1993년
- 《트윈 픽스》 : 1993년 ~ 1994년
- 《꾸러기 007》 : 1993년
- 《공포의 허리케인 2017》 : 1993년
- 《지구수비대》 : 1993년 ~ 1994년
- 《인디아나 존스》 : 1993년
- 《닥터퀸》 : 1993년 ~ 1994년
- 《엑스파일》 : 1994년 ~ 2002년
- 《추적자 브리스코》 : 1994년 ~ 1995년
- 《무적 파워 레인저》 : 1994년
- 《공룡왕국》 : 1994년
- 《요술장이 가족》 : 1994년
- 《스칼렛》 : 1994년 11월 16일 ~ 11월 19일
- 《포청천》 : 1994년 ~ 1996년
- 《SOS 해양 구조대》 : 1994년 ~ 1995년
- 《제3의 눈》 : 1995년 ~ 1998년
- 《불타는 낙원》 : 1995년
- 《슈트라우스 왕국》 : 1995년
- 《뒤바뀐 운명》 : 1995년
- 《스티븐킹의 토미노커스》 : 1996년
- 《천재의사 두기》 : 1996년
- 《아빠! 뭐하세요?》 : 1996년 ~ 2001년
- 《해변의 두 여인》 : 1996년 ~ 1997년
- 《스필버그의 해저특급》 : 1996년 ~ 1997년
- 《사브리나》 : 1996년 ~ 2003년
- 《신 포청천》 : 1996년 ~ 1997년
- 《맨티스》 : 1996년 ~ 1997년
- 《로보캅: TV 시리즈》 : 1996년 ~ 1997년
- 《정무문》 : 1996년 ~ 1997년
- 《불멸의 사나이》 : 1996년 ~ 1997년
- 《의천도룡기》 : 1997년
- 《OP센터》 : 1997년
- 《헐크호간의 선더볼트》 : 1997년
- 《사이버캅》 : 1997년
- 《공포의 비행》 : 1997년
- 《강호풍운록》 : 1998년
- 《버닝존》 : 1998년
- 《바이퍼》 : 1998년
- 《사이버게임》 : 1998년
- 《대륙의 형제》 : 1999년
- 《환상특급 FX》 : 1999년

#### 2000년대 전반
- 《ER》 : 2000년 1월 ~ 6월
- 《오우삼의 미션 특급》 : 2000년 7월 ~ 12월
- 《신 수호지》 : 2000년 7월 ~ 2001년 2월
- 《와호장룡》 : 2001년 ~ 2002년
- 《투명인간》 : 2002년 6월 ~ 2003년 6월 14일
- 《탐정 몽크 시즌 1》 : 2003년 6월 21일 ~ 2003년 9월 8일
- 《탐정 몽크 시즌 2-1》 : 2003년 9월 13일 ~ 2003년 11월 8일[2]
- 《공룡의 제국》 : 2003년 11월 15일 ~ 2003년 12월 20일
- 《나노인간 제이크》 : 2004년 1월 3일 ~ 2004년 4월 17일
- 《탐정 몽크 시즌 2-2》 : 2004년 4월 24일 ~ 2004년 6월 5일[3]
- 《샌디베이의 악동들》 : 2004년 6월 12일 ~ 2004년 9월 11일
- 《스타는 괴로워》 : 2004년 9월 25일 ~ 2004년 12월 18일
- 《로스트 시즌 1》 : 2004년 12월 25일 ~ 2005년 6월 25일

#### 2000년대 후반
- 《닥터 후 시즌 1》 : 2005년 6월 5일 ~ 2005년 7월 17일
- 《블라인드 저스티스》 : 2005년 7월 2일 ~ 2005년 10월 1일
- 《위기의 주부들 시즌 1》 : 2005년 7월 24일 ~ 2005년 10월 16일
- 《탐정 몽크 시즌 3》 : 2005년 10월 8일 ~ 2006년 2월 4일
- 《그레이 아나토미 시즌 1》 : 2005년 10월 23일 ~ 2005년 11월 20일
- 《니벨룽겐의 반지》 : 2005년 11월 27일 ~ 2005년 12월 4일
- 《대지진 10.5》 : 2005년 12월 11일 ~ 2005년 12월 18일
- 《대마법사 멀린》 : 2006년 1월 8일 ~ 2006년 1월 15일
- 《찰리 제이드》 : 2006년 1월 22일 ~ 2006년 4월 2일
- 《리얼리티쇼 기숙학교는 외로워》 : 2006년 2월 11일 ~ 2006년 4월 15일
- 《위기의 주부들 시즌 2》 : 2006년 4월 9일 ~ 2006년 8월 6일
- 《로스트 시즌 2》 : 2006년 4월 22일 ~ 2006년 10월 21일
- 《커맨더 인 치프》 : 2006년 8월 13일 ~ 2006년 10월 15일
- 《그레이 아나토미 시즌 2》 : 2006년 10월 22일 ~ 2007년 2월 4일
- 《닥터후 시즌 2》 : 2006년 10월 28일 ~ 2007년 1월 27일
- 《어글리 베티 시즌 1》 : 2007년 2월 3일 ~ 2007년 7월 14일
- 《엠파이어》 : 2007년 3월 11일 ~ 2007년 3월 25일
- 《어스시의 마법사》 : 2007년 4월 1일 ~ 2007년 4월 8일
- 《프라이미벌 시즌 1》 : 2007년 4월 15일 ~ 2007년 4월 29일
- 《호텔 바빌론 시즌 1》 : 2007년 5월 6일 ~ 2007년 5월 27일
- 《그레이 아나토미 시즌 3》 : 2007년 6월 3일 ~ 2007년 8월 26일
- 《로스트 시즌 3》 : 2007년 7월 21일 ~ 2007년 12월 29일
- 《위기의 주부들 시즌 3》 : 2007년 9월 2일 ~ 2007년 11월 25일
- 《최후의 카테고리 7》 : 2007년 12월 2일 ~ 2007년 12월 9일
- 《닥터후 시즌 3》 : 2007년 12월 16일 ~ 2008년 2월 3일
- 《로빈 후드 시즌 1》 : 2008년 1월 5일 ~ 2008년 3월 29일
- 《데미지 시즌 1》 : 2008년 2월 17일 ~ 2008년 3월 30일
- 《리포터즈》 : 2008년 4월 6일 ~ 2008년 4월 27일
- 《미스트리스 위험한 연인들 시즌 1》 : 2008년 5월 4일 ~ 2008년 5월 18일
- 《그레이 아나토미 시즌 4》 : 2008년 5월 25일 ~ 2008년 7월 20일
- 《로스트 시즌 4》 : 2008년 7월 27일 ~ 2008년 9월 21일
- 《위기의 주부들 시즌 4》 : 2008년 9월 28일 ~ 2008년 11월 23일
- 《프라이미벌 시즌 2》 : 2008년 11월 30일 ~ 2008년 12월 21일
- 《닥터후 시즌 4》 : 2008년 12월 28일 ~ 2009년 2월 21일
- 《로빈 후드 시즌 2》 : 2009년 1월 19일 ~ 2009년 2월 4일[4]
- 《마법사 멀린 시즌 1》 : 2009년 3월 14일 ~ 2009년 4월 25일
- 《그레이 아나토미 시즌 5》 : 2009년 4월 26일 ~ 2009년 7월 19일
- 《로스트 시즌 5》 : 2009년 7월 26일 ~ 2009년 9월 20일
- 《미티어》 : 2009년 10월 11일 ~ 2009년 10월 18일
- 《프라이미벌 시즌 3》 : 2009년 10월 25일 ~ 2009년 12월 20일

#### 2010년대 전반
- 《콜드 케이스 시즌 1》 : 2010년 1월 10일 ~ 2010년 5월 30일
- 《그레이 아나토미 시즌 6》 : 2010년 6월 6일 ~ 2010년 11월 21일
- 《셜록 시즌 1》 : 2010년 11월 28일 ~ 2010년 12월 12일
- 《대지의 기둥》 : 2011년 1월 2일 ~ 2011년 2월 20일
- 《닥터후 스폐셜》 : 2011년 2월 27일 ~ 2011년 3월 27일
- 《닥터후 시즌 5》 : 2011년 4월 3일 ~ 2011년 6월 26일
- 《심해원정대 오르페우스호》 : 2011년 7월 3일 ~ 2011년 7월 10일
- 《폴링 스카이 시즌 1》 : 2011년 7월 17일 ~ 2011년 9월 25일
- 《토치우드 시즌 4》 : 2011년 10월 2일 ~ 2011년 12월 4일
- 《닥터후 시즌 6》 : 2011년 12월 11일 ~ 2012년 3월 25일
- 《셜록 시즌 2》 : 2012년 2월 3일 ~ 2012년 2월 5일

### 해외 걸작 드라마

#### 2010년대 전반
- 《리벤지 시즌 1》 : 2012년 4월 7일 ~ 2012년 9월 1일
- 《스캔들 시즌 1》 : 2012년 9월 8일 ~ 2012년 11월 3일
- 《신드바드》 : 2012년 11월 10일 ~ 2013년 2월 23일
- 《리얼 휴먼 시즌 1》 : 2013년 3월 23일 ~ 2013년 5월 25일
- 《오펀 블랙 시즌 1》 : 2013년 6월 16일 ~ 2013년 9월 22일
- 《닥터후 시즌 7》 : 2013년 12월 3일 ~ 2014년 1월 27일
- 《셜록 시즌 3》 : 2014년 1월 5일 ~ 2014년 1월 19일
- 《아틀란티스 시즌 1》 : 2014년 1월 28일 ~ 2014년 3월 25일
- 《삼총사 시즌1》 : 2014년 3월 31일 ~ 2014년 5월 20일
- 《오펀 블랙 시즌 2》 : 2014년 7월 7일 ~ 2014년 9월 15일

#### 2010년대 후반
- 《닥터후 시즌 8》 : 2015년 1월 16일 ~ 2015년 4월 6일
- 《삼총사 시즌2》 : 2015년 4월 13일 ~ 2015년 6월 15일
- 《닥터후 시즌 9》 : 2015년 9월 14일 ~ 2015년 12월 28일
- 《닥터 포스터 시즌 1》 : 2016년 1월 25일 ~ 2016년 2월 29일
- 《한여름 밤의 꿈》 : 2016년 7월 18일 ~ 2016년 7월 25일 (세익스피어 서거 400주년 기념 특별 드라마)
- 《언더커버》 : 2016년 9월 3일 ~ 2016년 10월 15일
- 《셜록 시즌 4》 : 2017년 1월 2일 ~ 2017년 1월 16일
- 《리썰 웨폰》 : 2017년 2월 6일 ~ 2017년 6월 16일
- 《더 컬렉션》 : 2017년 6월 23일 ~ 2017년 8월 11일
- 《경감 메그레 시즌 1》 : 2017년 8월 18일 ~ 2017년 9월 8일
- 《닥터후 시즌 10》 : 2017년 9월 15일 ~ 2017년 12월 8일
- 《닥터 포스터 시즌 2》 : 2017년 12월 12일 ~ 2018년 1월 9일
- 《디셉션》 : 2018년 3월 23일 ~ 2018년 6월 29일
- 《나치 영국 지부 SS-GB》 : 2018년 7월 6일 ~ 2018년 8월 10일
- 《경감 메그레 시즌 2》 : 2018년 8월 17일 ~ 2018년 8월 24일
- 《더 캡처》 : 2020년 7월 1일 ~ 8월 5일
- 《장미의 이름》: 2022년 7월 3일 ~ 2022년 8월21일

### 특선 편성
- 《피시는 사춘기》 : 2003년 2월 17일 ~ 2월 21일 (겨울 방학 특선)
- 《스티븐 킹의 킹덤》 : 2004년 10월 2일 ~ 11월 13일 (특선 미니 시리즈)
- 《로즈 레드》 : 2005년 7월 26일 ~ 7월 29일 (납량특집 6부작)
- 《전쟁과 평화》 : 2016년 1월 9일 ~ 2월 27일 (특선 대작)
- 《브렉시트: 치열한 전쟁》 : 2019년 2월 24일 (특별 기획)

### 재방 편성
- 《셜록 시즌 2》 : 2013년 3월 2일 ~ 2013년 3월 16일 (재방 (자막 방송))
- 《셜록 시즌 2》 : 2013년 12월 22일 ~ 2013년 12월 29일 (삼방 (음성 다중 방송))
- 《아틀란티스 시즌 1》 : 2014년 10월 6일 ~ 2014년 12월 29일
- 《삼총사 시즌1》 : 2015년 1월 30일 ~ 2015년 4월 30일
- 《오펀블랙 시즌 2》 : 2015년 4월 6일 ~ 2015년 6월 8일
- 《삼총사 시즌2》 : 2015년 6월 22일 ~ 2015년 8월 24일
- 《신드바드》 : 2015년 9월 14일 ~ 2015년 12월 7일
- 《셜록 시즌 3》 : 2016년 1월 4일 ~ 2016년 1월 18일
- 《닥터후 시즌 8》 : 2016년 3월 7일 ~ 2016년 5월 30일
- 《닥터 포스터 시즌 1》 : 2016년 6월 6일 ~ 2016년 7월 4일
- 《셜록 시즌 4》 : 2017년 1월 8일 ~ 2017년 1월 22일 (2TV 편성)
- 《리썰 웨폰》 : 2017년 7월 14일 ~ 2017년 9월 16일 (2TV 여름방학 특선 편성)
- 《경감 메그레》 : 2017년 9월 19일 ~ 2017년 9월 26일
- 《전쟁과 평화》 : 2017년 10월 3일 ~ 2017년 10월 8일(추석 특선 편성)
- 《더 컬렉션》 : 2018년 1월 16일 ~ 2018년 3월 16일

## 시청률
- 1990년대 후반까지 시청률 인기를 누렸으나, 2000년대 초중반 이후부터 케이블TV 채널과 인터넷, 웹하드, 콘텐츠 보급 확산으로 인기가 갈수록 떨어지자, 2010년대에 들어서 외화시리즈 작품이 3% 애국가 시청률 저조한 성적이다.

## 같이 보기
- KBS 특선영화
- 명화극장
- 해외 특별기획 드라마
- 토요명화/KBS 프리미어
- MBC 외화시리즈
- SBS 외화시리즈